# Château de Lion-sur-Mer
Le château de Lion-sur-Mer est une demeure qui se dresse sur le territoire de la commune française de Lion-sur-Mer dans le département du Calvados, en région Normandie. Au XIe siècle la  famille de Moyon y possédait un château fort. Ce bâtiment fortifié, aujourd'hui disparu, perdit son statut seigneurial au XVIe siècle. Le château actuel bâti un peu plus loin a été édifié en partie à l'époque de la Renaissance au dessus de caves du XVe. Il appartient désormais à la famille de Monicault.
Le château est partiellement protégé aux monuments historiques.

## Localisation
Le château est situé à l'ouest de la commune de Lion-sur-Mer, dans le département français du Calvados.

## Historique

### Les trois fiefs nobles de la paroisse
Au XIIe siècle la paroisse de Lion était divisée en trois fiefs nobles :
- le fief de la paroisse appartenait au XIe à Guillaume de Moyon [1](ou Mohun)[2]. L'abbaye de Troarn s'en rend propriétaire en 1262 et le garde jusqu'au XVIIIe siècle sauf de 1568 à 1613, période pendant laquelle il appartient à François Roger, bourgeois de Caen, et à ses descendants[3] ;
- le « grand fief de Lion » entre, au XVIe siècle, en possession de ce même François Roger après avoir appartenu à la famille de Meullent du milieu du XIIIe siècle et de leurs descendants au XVe, sauf  quand il lui est confisqué par les Anglais de 1418 à 1450  pendant la guerre de Cent Ans. Il est ensuite occupé par les de Folligny[4],[5] ;
- le fief de Baally aussi dit « fief du chasteau de Lyon ». Bien que simple quart de fief de chevalier contrairement au Grand Fief de Lion qui était de haubert, il était probablement le seul des trois fiefs à s'enorgueillir d'une vraie  fortification[6],[7]. La famille Le Sens en fait l'acquisition en 1505. Robert Roger, descendant de François Roger, et André Le Sens se disputent le titre de seigneur de Lion en 1588, querelle qui n'a pas de solution immédiate satisfaisante mais se résout finalement quand les descendants des Le Sens portant le titre de marquis ou comte, achètent, en 1671, par grignotages successifs tout le grand fief de Lion. L'ensemble est partagé de nouveau au gré des successions mais le château actuel reste en possession des descendants de la famille Le Sens jusqu'en 1847 où Auguste Massieu de Clerval en fait l'acquisition. Il est encore occupé au XXIe siècle par des descendants de cette famille[8].

### Le château actuel
Au tout début du XVIe siècle la résidence seigneuriale de Lion est encore située dans l'ancien château fortifié du fief de Baally. Le château actuel de Lion se trouve ailleurs, presque un kilomètre plus loin, sur l'emplacement d'une grande maison bourgeoise avec colombier, four, grange et jardin. Cette demeure située en terre roturière, existait déjà en 1400, héritée  de ses parents par Perrette Auberée, l'épouse du premier Isaac Le Sens. Transformée et agrandie par les descendants de la famille Le Sens, détenteurs d'un ou plusieurs fiefs nobles selon les époques, elle devient tout naturellement manoir seigneurial à la fin du XVIe siècle.
Une chapelle est construite vers 1736. En 1761 un des Le Sens décide de donner un accès plus majestueux à la propriété en créant face au  bâtiment d'habitation une pelouse partagée par une longue allée bordée de hauts arbres. En 1848, Auguste Massieu de Clerval établit une séparation entre l'habitation et les communs. Un logement en style néo-gothique portant les armes de la famille est construit pour le gardien en 1860. Durant la Première Guerre mondiale, le château a servi d'hôpital militaire. En 1944 des tirs d'obus ravagent le parc et les communs, la chapelle est presque entièrement détruite, le château est légèrement atteint. Tout est remis en état dans les années suivantes, avant 1959. Depuis 2012, des travaux de restauration ont été entrepris, tout d'abord pour se débarrasser de la mérule qui envahissait des parquets et ensuite pour le rafraîchissement des façades. Des fenêtres en trompe-l’œil ont été créées pour assurer la symétrie de la façade nord.

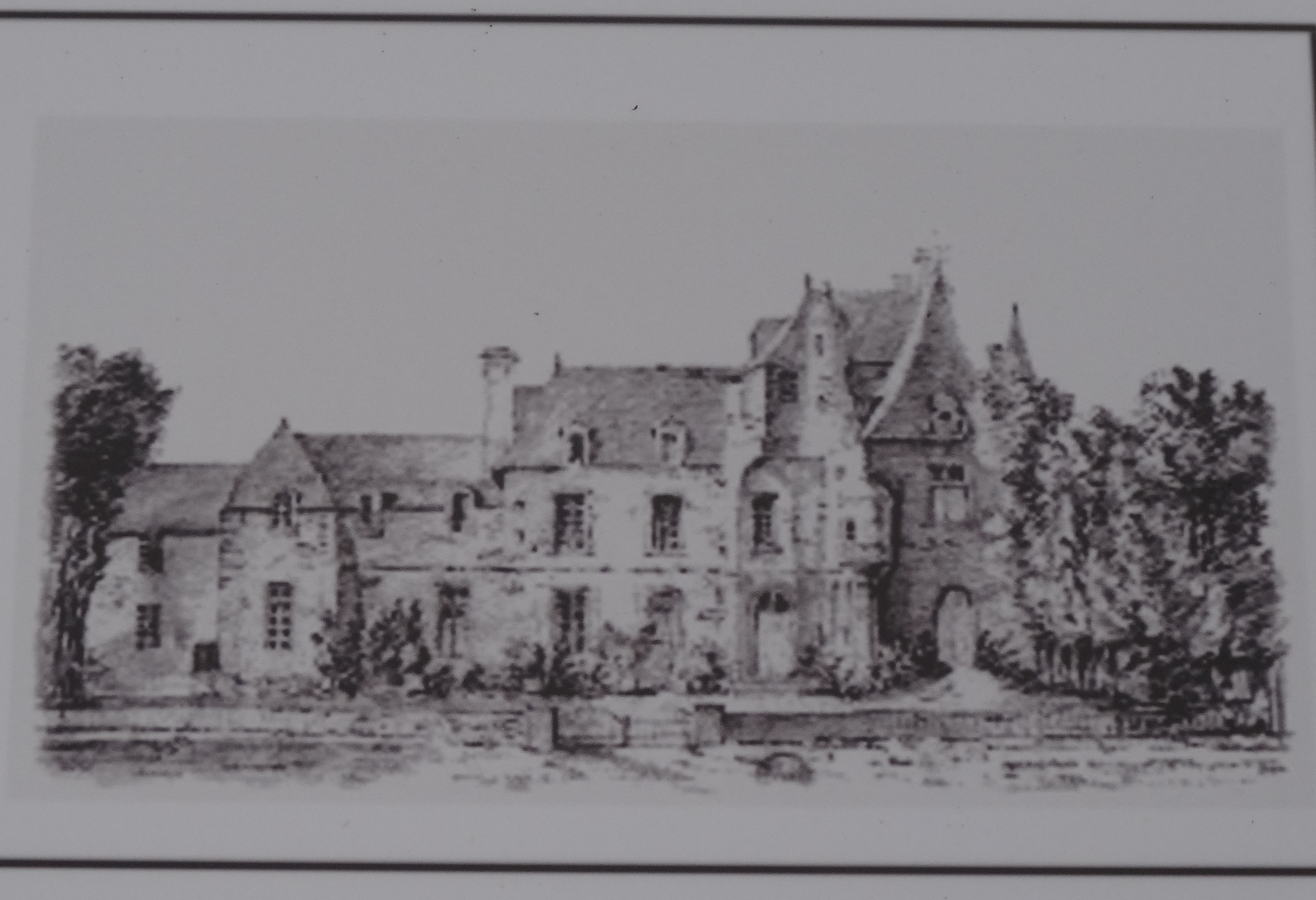
Le corps de logis avant 1847.
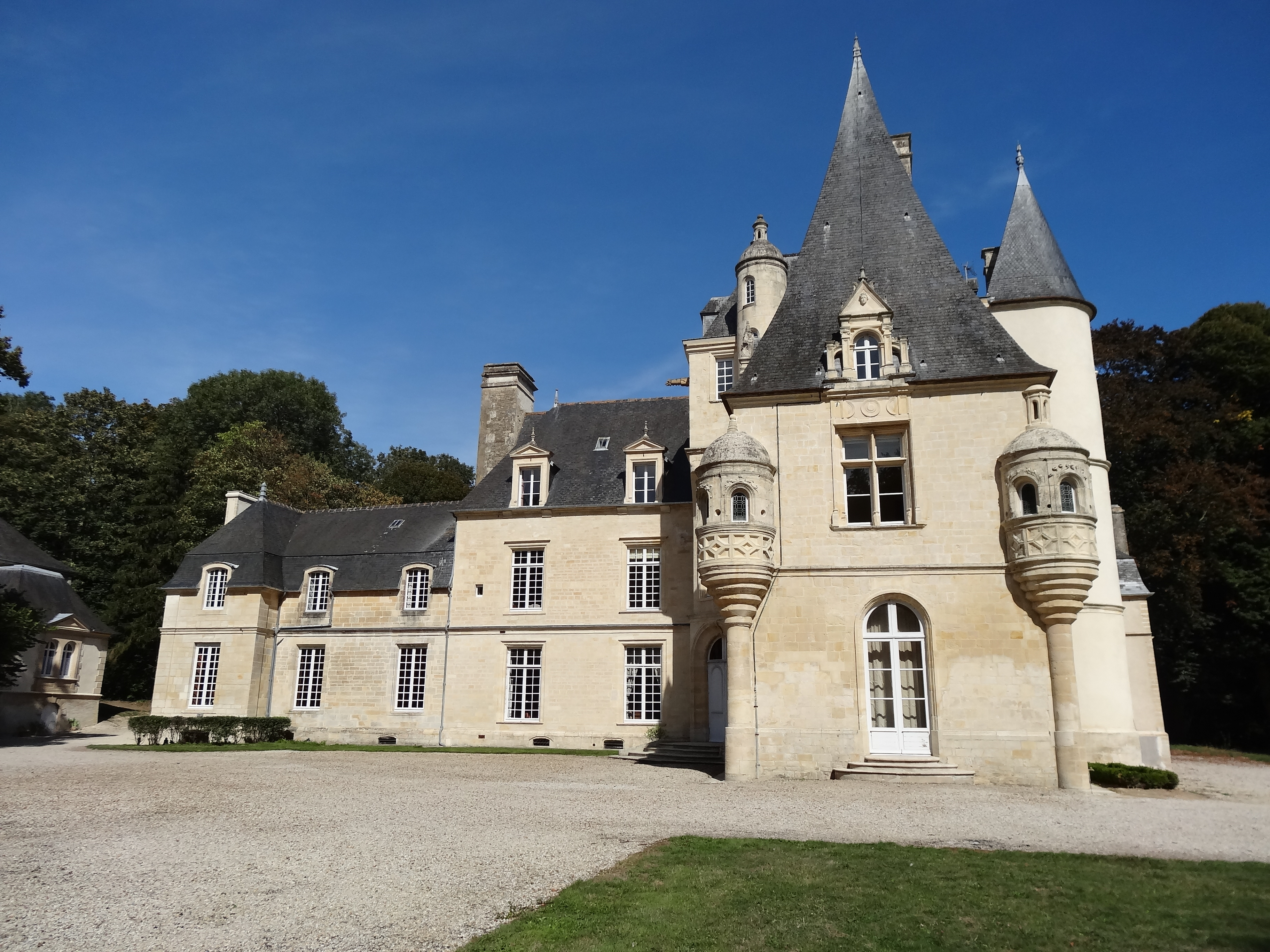
Le corps du logis et une partie du bâtiment de service à gauche.
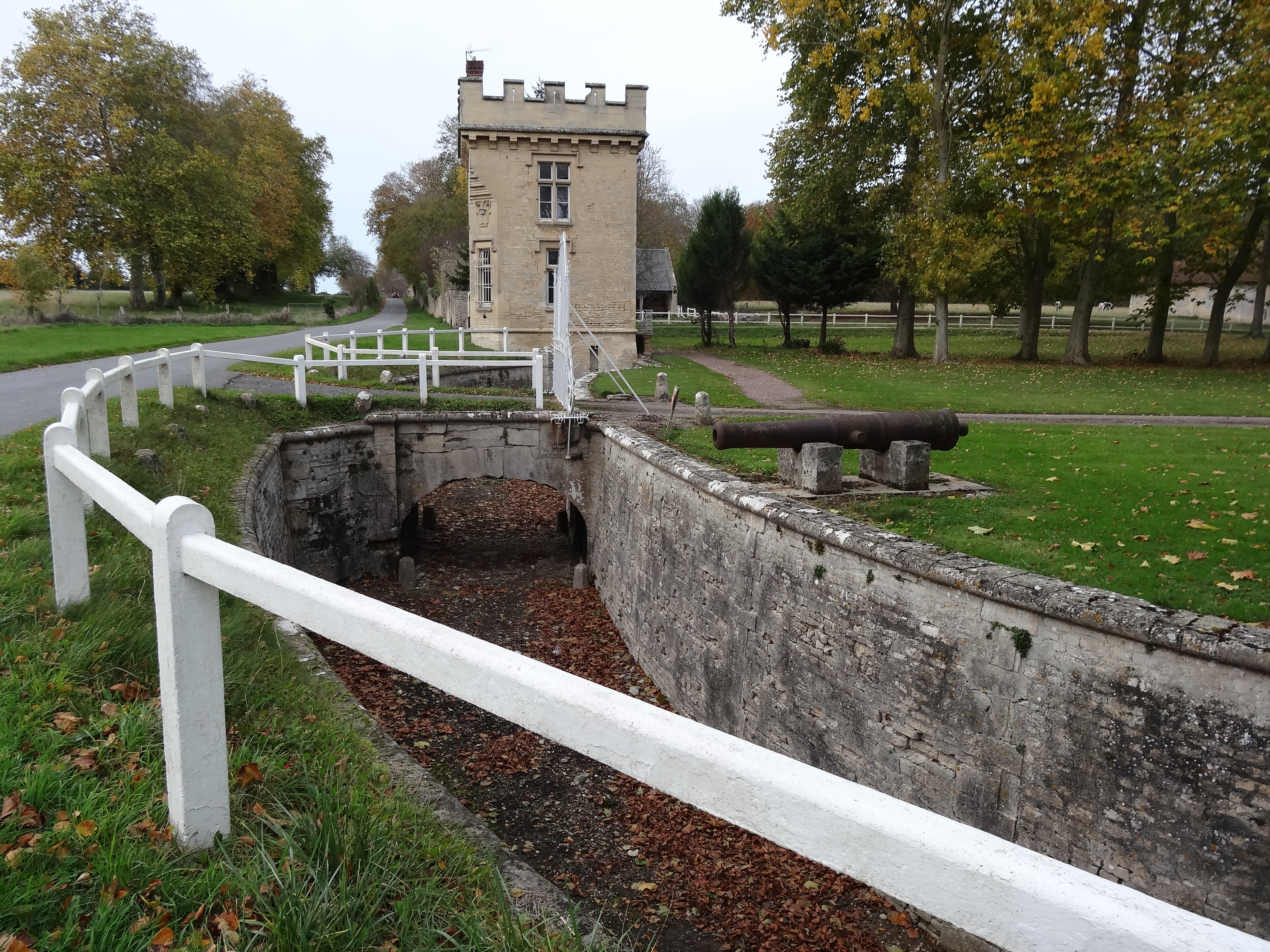
Sauts-de-loup et pavillon de gardien.

Un tableau représentant le château a été exécuté par le peintre Maurice Utrillo. Après l'avoir acheté en 1969, Samuel Porter l'a prêté en 1973 à un certain Harold Von Maker qui s'est avéré être un escroc. Le tableau a disparu au Venezuela et n'a jamais refait surface.

## Description
Le château, dont le pavillon et la tour d'angle ont été construits après 1536 par André Le Senset Philippine de Mélissent, fut agrandi et subit de nombreuses transformations au cours des siècles suivants,. Il est visible du sud par une petite voie parallèle à la route côtière qui rejoint la commune de Luc-sur-Mer. Une grille en fer forgé donne l'accès à un petit pont qui enjambe le saut-de-loup creusé par Robert-Pierre le Sens dit le Marquis de Lion au XVIIIe siècle. L'entrée est surveillée par une maison de gardien élevée en 1860 dans un style néo-gothique. Couronnée par des créneaux, cette maison en forme de tour porte les écus des familles Massieu de Clerval et Hue. Un canon échoué sur le rivage et offert par des pêcheurs au début du XIXe siècle à madame de Than, née le Sens de Folleville a été posé derrière le saut de loup. Une allée droite bordée de pelouses conduit au château en passant devant la chapelle. Les autres bâtiments à l'ouest sont cachés par des rangées de hauts arbres.

### Le logis
Il est composé de plusieurs parties différentes mais mitoyennes dont le pavillon, à l'est, est en forte avancée vers le sud formant ainsi un « L » avec le reste de l'édifice.
- Côté sud

Le pavillon Renaissance :
Construit aux environs de 1540, c'est un bâtiment carré d'un étage coiffé d'un très haut comble en fer de hache de 16 mètres de hauteur. Deux échauguettes en encorbellement percées de petites baies cintrées décorent les angles sud. Les cinq fenêtres de l'étage ont conservé leurs meneaux et leurs traverses. Les trois lucarnes à plein-cintre et fronton triangulaire sont ouvertes à l'aplomb des fenêtres. Deux d'entre elles, encadrées par des petits arcs-boutants, sont très semblables à la partie supérieure d'une lucarne du gros pavillon du château de Fontaine-Henry datée de 1538. Les bas-reliefs au-dessus des fenêtres, les frises des échauguettes, les moulures des ouvertures du pavillon, comme celles de la tour d'escalier indiquent une construction du début et du milieu du XVIe siècle. Seule la porte plein-cintre ouverte dans le mur sud date du XVIIIe siècle et les fenêtres du rez-de-chaussée ont été refaites au XIXe siècle par Auguste Massieu de Clairval.
La tour d'escalier:
Bâtie au XVe siècle  ou au XVIe siècle à la même époque que le pavillon en retour d'équerre auquel elle est accolée. Elle est de forme arrondie sur ses deux niveaux  inférieurs et surmontée d'une pièce carrée dont les murs droits sont rattrapés par une trompe. Une mince tourelle en surplomb couronnée d'un dôme et d'un lanternon lui est accolée. La porte plein-cintre et la fenêtre qui la surplombe ont été rajoutées au XVIIIe siècle. A l'intérieur l'escalier à vis qui  permettait la communication entre la partie carrée centrale et le pavillon dont les planchers n'étaient pas à la même hauteur, a disparu. Un escalier à trois volées du XVIIIe siècle permet de gagner les étages.
La partie centrale :
La partie centrale carrée de la seconde moitié du XVIe siècle est percée de deux rangées de deux fenêtres et couverte d'un toit à quatre pans muni de hautes lucarnes à frontons triangulaires du XVIIe siècle.
La partie la moins élevée à l'ouest :
Rebâti au XVIIIe siècle, un rez-de-chaussée percé de trois fenêtres est surmonté d'un étage aux trois lucarnes pendantes sous un toit brisé à la Mansart. Il est précédé d'un petit avant-corps et couvre une cave dont la voûte est soutenue par des arcs-doubleaux. Cette cave voûtée, partie la plus ancienne de la propriété, faisait partie du premier corps de logis du XVe siècle  qui n'existe plus.

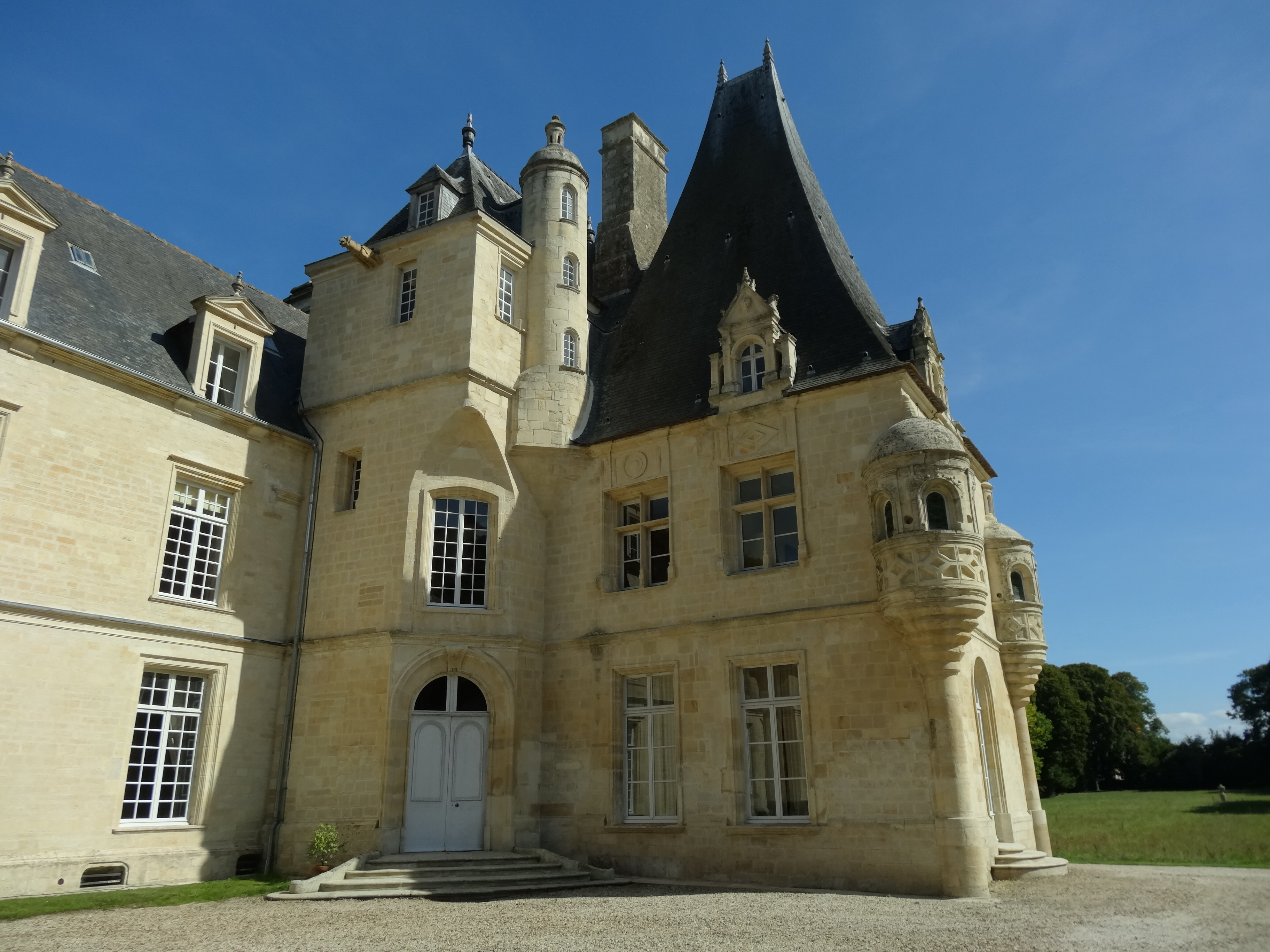
Pavillon et tour d'escalier d'époque Renaissance, côté sud-ouest.
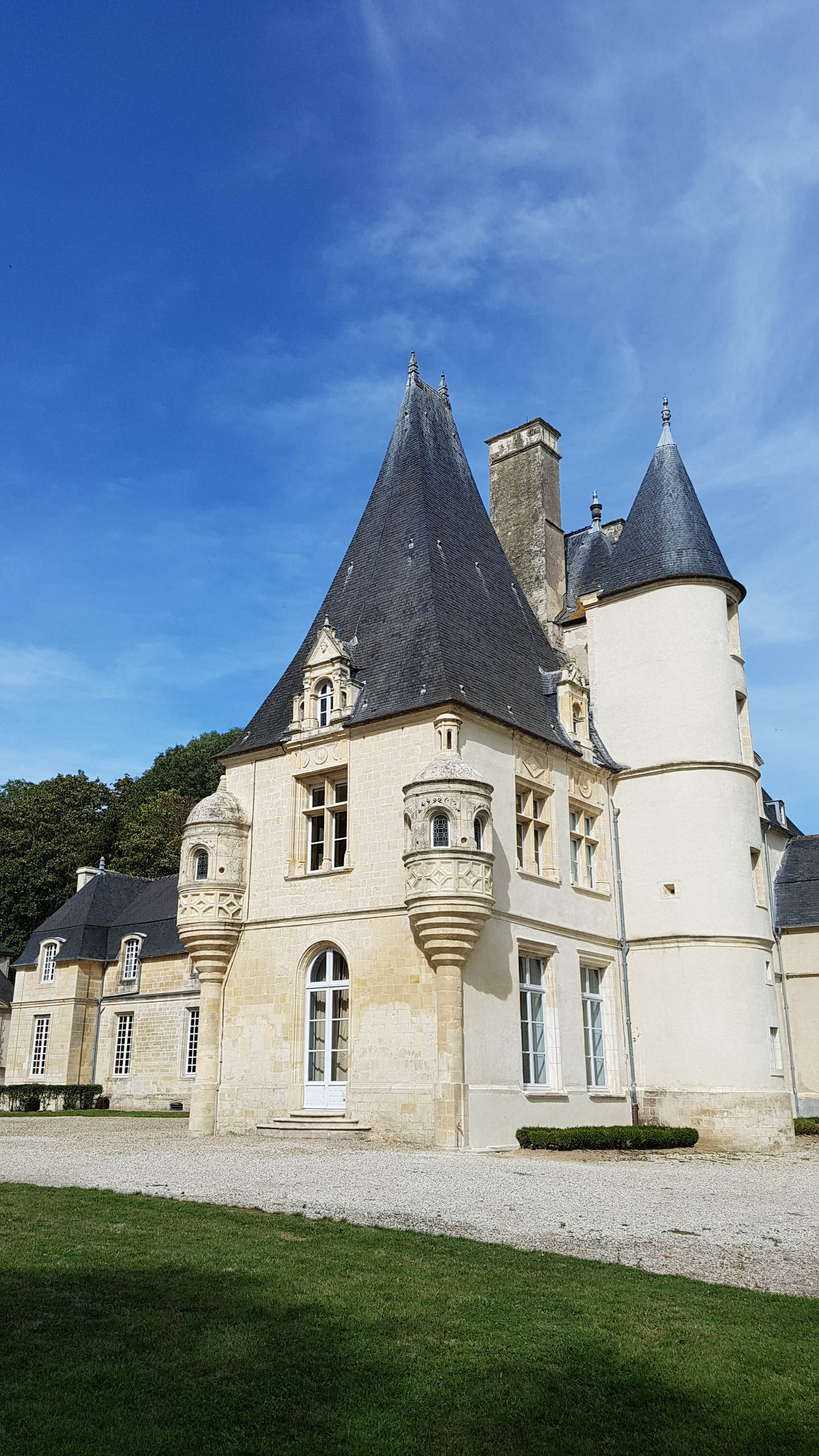
Pavillon et tour accolée à l'est.
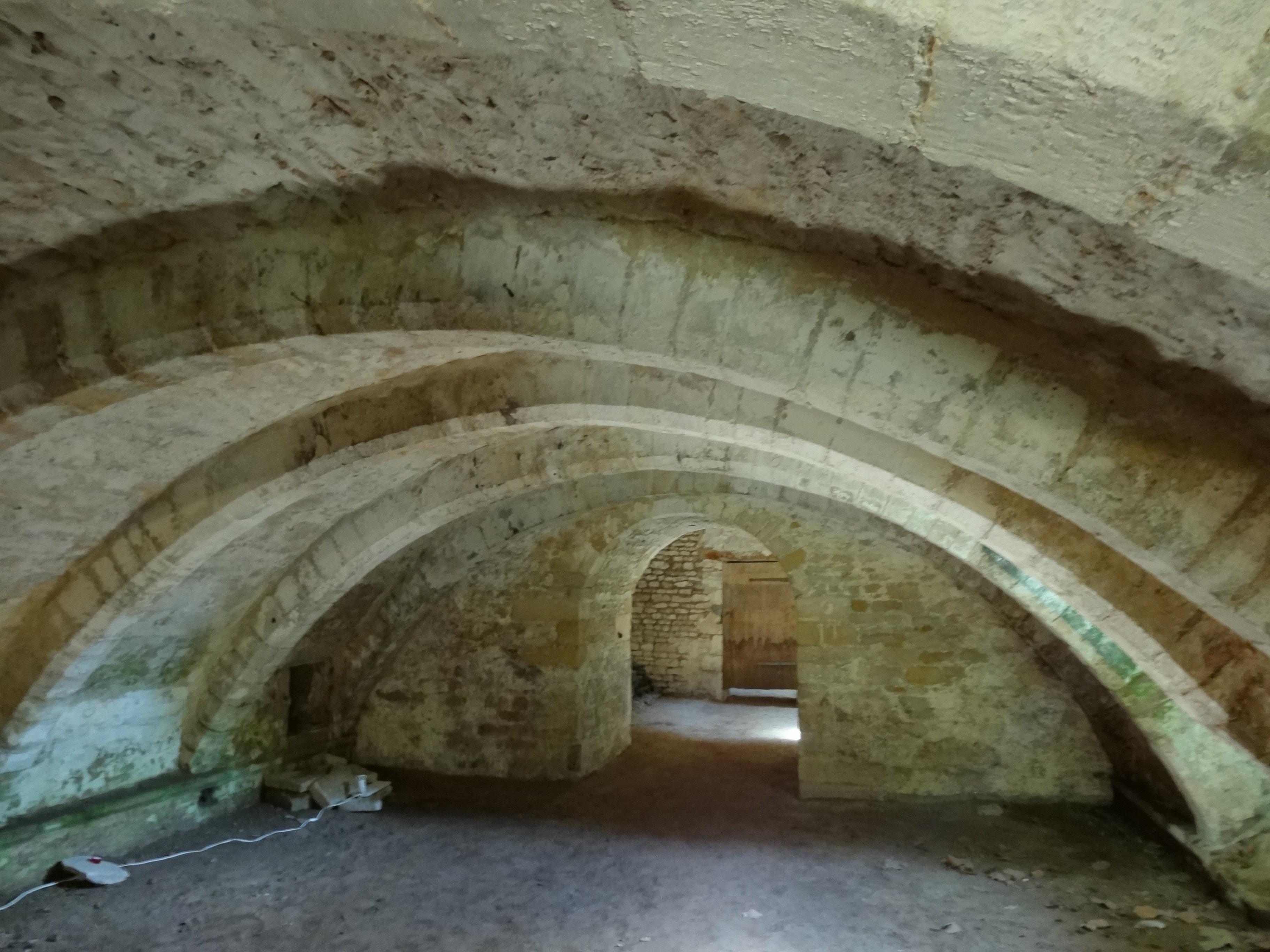
Cave voûtée, la partie la plus ancienne du château.

- Côté est

Une tour sur trois niveaux coiffée d'une toiture conique est accolée au pavillon et au bâtiment qui contient l'escalier  du XVIIIe siècle. Un autre petit bâtiment rectangulaire est en saillie derrière.
- Côté nord

Le bâtiment du milieu comporte un étage surmonté d'un toit où s'ouvrent quatre lucarnes, sa façade restaurée au XVIIIe siècle est percée de deux rangées de huit baies dont certaines sont aveugles. Il est encadré par deux constructions sans étage au toit à pans coupés aux lucarnes à fenêtres pendantes, reconstruite pour l'une, celle qui se trouve à l'ouest, et rajoutée à l'est pour l'autre au XVIIIe siècle avant 1720.
Malgré les réaménagements et reconstructions à différentes époques l'ensemble tant du côté nord que du côté sud garde un équilibre grâce aux fenêtres toutes alignées entre elles et de mêmes dimensions sauf celles de l'étage du pavillon un peu moins hautes Une cohérence est maintenue aussi grâce au cordon qui court d'un bout à l'autre du bâtiment entre le rez-de-chaussée et le premier étage.

### La chapelle
Élevée au début du XVIIIe siècle par Robert-Pierre le sens, la chapelle est un simple bâtiment rectangulaire couvert d'une toiture à la Mansart semblable à celle de la partie ouest du logis. La façade occidentale est munie d'un fronton triangulaire orné de feuillage. les murs gouttereaux sont percés chacun de deux grandes fenêtres. À l'intérieur un bas-relief représentant la Présentation de la Vierge au Temple est le seul rappel de la vocation religieuse de cet édifice, destiné à l'origine au culte catholique, mais qui a servi un siècle plus tard, de 1863 à 1899, à la célébration de rites protestants,.

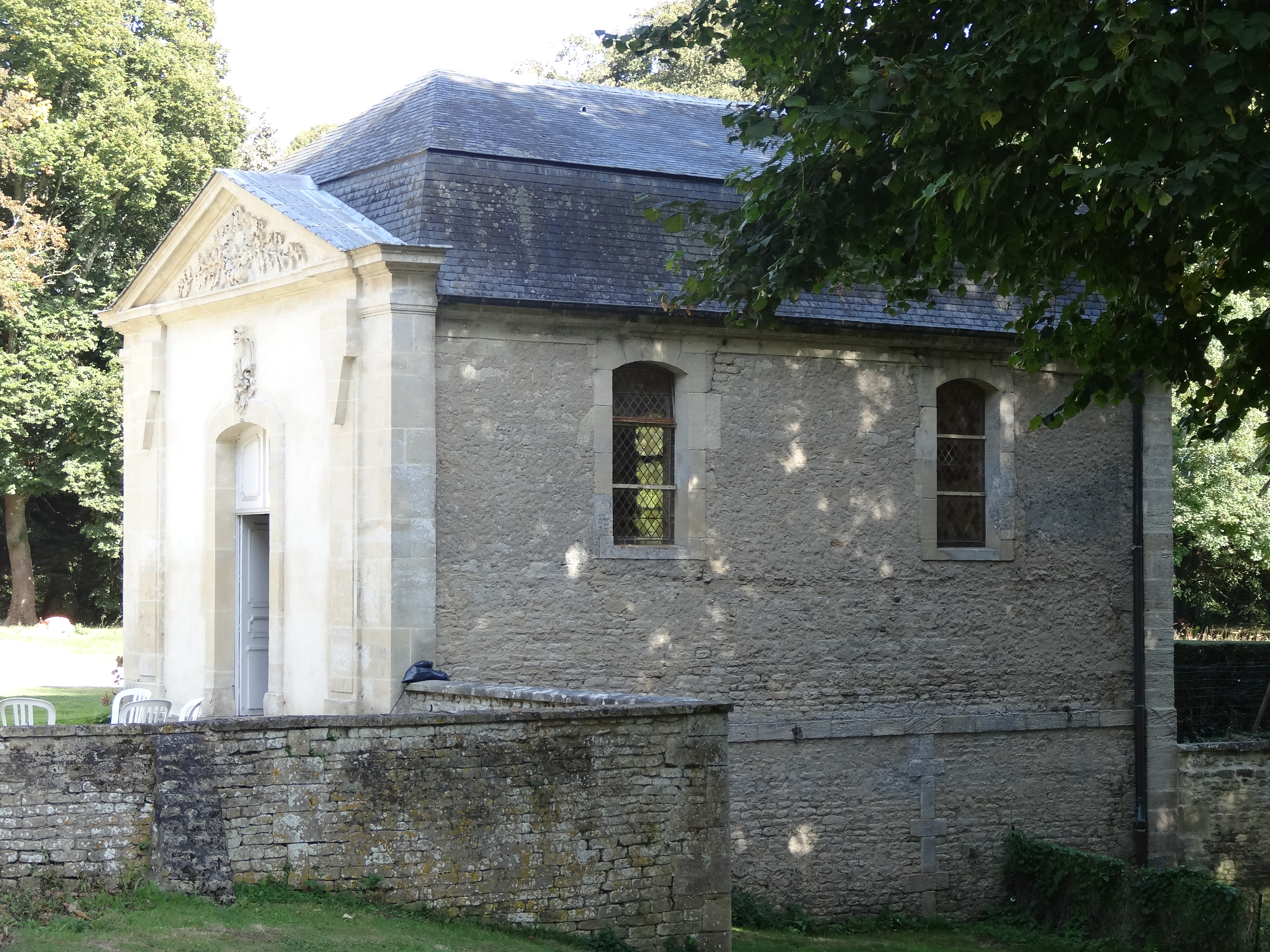
Chapelle du XVIIIe siècle.
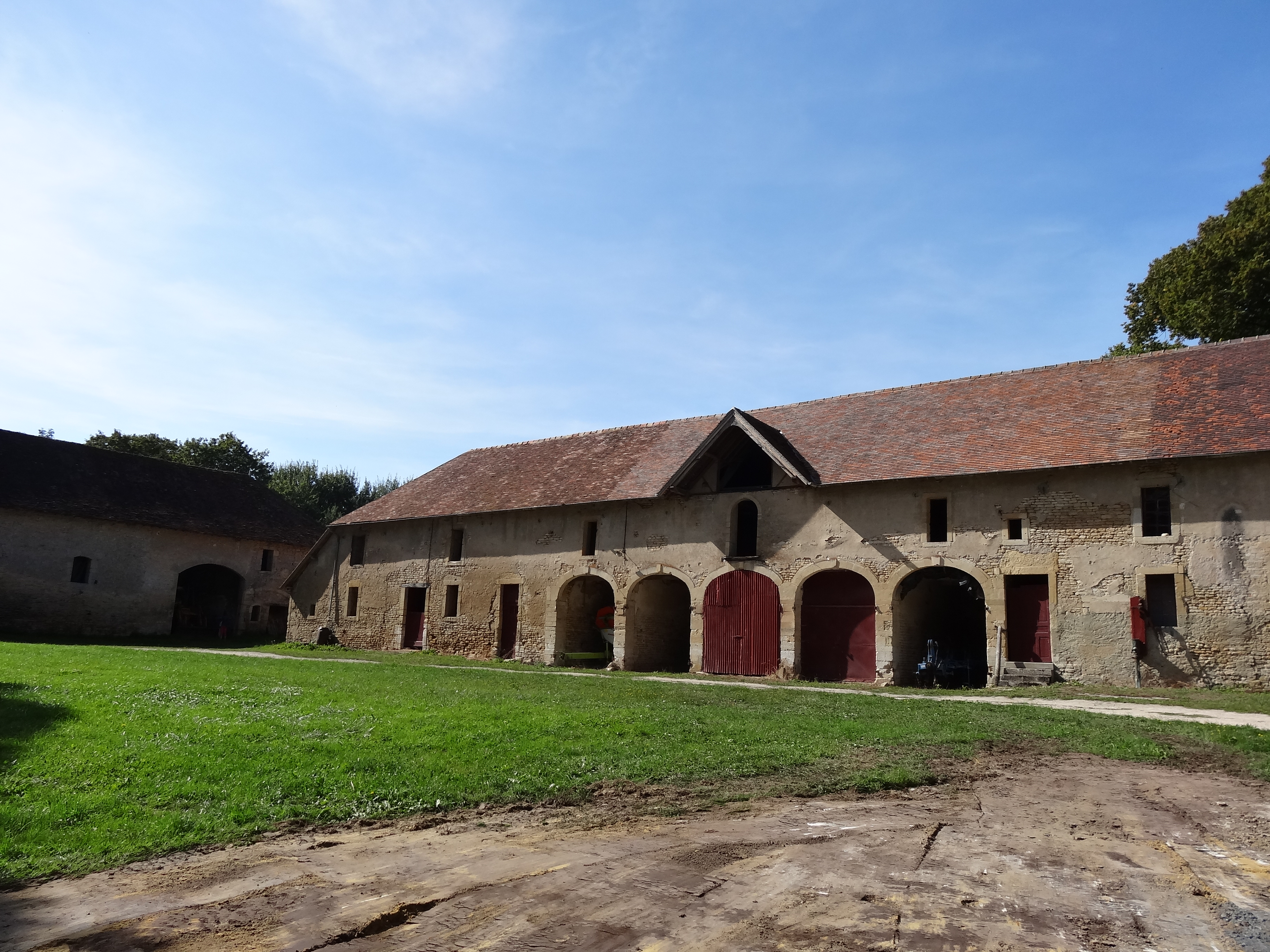
Bâtiments agricoles du XVIIIe siècle.
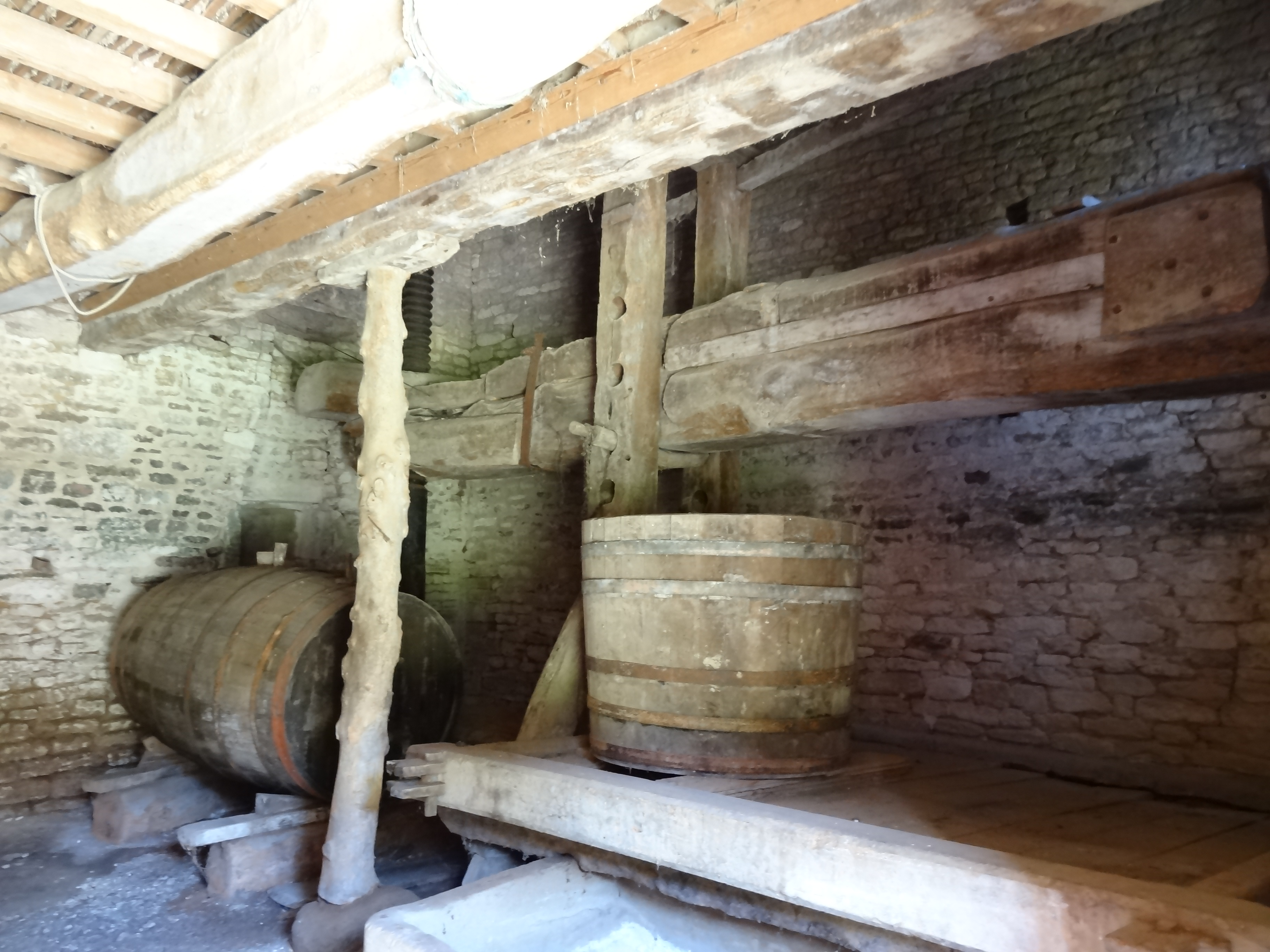
Pressoir à vis.

### Les communs et bâtiments agricoles
Un bâtiment qui était solidaire du logis avant les aménagements d'Auguste Massieu de Clairval au XIXe siècle se dresse encore à l'ouest.
Plus loin près du portail du XVe siècle s'élèvent une grange et un long bâtiment qui abritaient diverses activités agricoles dont la fabrication du cidre attestée par la présence d'un pressoir et d'une meule. Ces édifices ont été construits au XVIIe siècle ou plus vraisemblablement au XVIIIe siècle.
Une glacière du XVIIIe siècle a été restaurée entre 2020 et 2021

## Protection aux monuments historiques
Au titre des monuments historiques :
- les façades et les toitures du pavillon carré formant l'aile droite du château ; la tourelle contiguë ; le pavillon de l'escalier sont classés par arrêté du 7 juillet 1926 ;
- la chapelle située dans le parc au sud-est du pavillon carré est inscrite par arrêté du 17 juillet 1946 ;
- les façades et les toitures et caves de l'aile ouest sont classées par arrêté du 17 septembre 1969 ;
- les façades et les toitures des bâtiments de communs, y compris la serre ; l'assiette du parc, avec ses murs de clôture et les sauts-de-loup sont inscrits par arrêté du 4 juin 2007.